# Linda Preiss Rothschild
Linda Preiss Rothschild (1945) é uma matemática estadunidense, professora emérita de matemática da Universidade da Califórnia em San Diego (UC San Diego). Sua tese de doutorado versou sobre grupos de Lie, mas posteriormente seus interesses se ampliaram para incluir também fatoração polinomial, equações diferenciais parciais, análise harmônica e a teoria de múltiplas variáveis complexas.

## Formação e carreira
Rothschild é filha de comerciantes de peles da Filadélfia; ela não pôde frequentar o melhor colégio da cidade, pois na época era restrito a meninos. Graduou-se na Universidade da Pensilvânia em 1966. Rejeitada para a pós-graduação na Universidade de Princeton porque também era apenas para homens, obteve um Ph.D. em 1970 no Instituto de Tecnologia de Massachusetts (MIT), orientada por Isadore Singer. Ocupou cargos temporários no MIT, Universidade Tufts, Universidade Columbia, Instituto de Estudos Avançados de Princeton e Universidade de Princeton antes de conseguir um cargo de professora associada na Universidade de Wisconsin-Madison em 1976. Mudou para San Diego em 1983 e aposentou-se em 2011.
Rothschild foi presidente da Association for Women in Mathematics de 1983 a 1985 e vice-presidente da American Mathematical Society de 1985 a 1987. É co-editor-in-chief do periódico Mathematical Research Letters desde 1994.
Seu marido, Salah Baouendi, que morreu em 2011, também foi distinguished professor of mathematics na UC San Diego.

## Prêmios e honrarias
Rothschild recebeu uma Sloan Research Fellowship em 1976. Em 1997 Rothschild apresentou uma Noether Lecture da Association for Women in Mathematics, sobre o assunto "How do Real Manifolds live in Complex Space?", e foi palestrante convidada do Congresso Internacional de Matemáticos em Madrid (2006). Foi eleita fellow da Academia de Artes e Ciências dos Estados Unidos em 2005, e em 2012 foi uma dos fellows inaugurais da American Mathematical Society. Uma conferência em sua homenagem foi realizada em 2008 na Universidade de Friburgo, na Suíça. Em 2017 foi selecionada como fellow da Association for Women in Mathematics na classe inaugural.
Recebeu conjuntamente com seu marido o Prêmio Stefan Bergman de 2003 da American Mathematical Society.